# Abel Ruiz
Abel Ruiz Ortega (Almussafes, 28 januari 2000) is een Spaans voetballer die doorgaans als vleugelspeler speelt. Hij speelt anno 2024 voor Girona FC

## Carrière

### Clubvoetbal
Ruiz trok op twaalfjarige leeftijd van Valencia CF naar FC Barcelona. In 2016 behaalde hij met de Juvenil B de derde plaats op de Future Cup, het jeugdtoernooi van AFC Ajax. In 2017 werd Ruiz met de Juvenil A, het hoogste jeugdelftal, regionaal kampioen in de División de Honor. Hij debuteerde op 9 april 2017 in het tweede elftal, uit tegen CF Badalona. Het team dwong in 2017 promotie af naar de Segunda División. Ruiz speelde op 19 augustus 2017 zijn eerste wedstrijd op dit niveau, thuis tegen CD Tenerife. Hij speelde de volledige wedstrijd. Ruiz maakte op 1 september 2017 zijn eerste doelpunt voor Barça B, uit tegen Granada CF. Op 7 maart 2018 debuteerde Ruiz in het eerste elftal in de wedstrijd om de Supercopa de Catalunya tegen RCD Espanyol. De aanvaller benutte in de strafschoppenserie de beslissende penalty, waardoor FC Barcelona de beker won. Later in 2018 won hij de UEFA Youth League. In de finale tegen Chelsea FC had hij met een assist en een doelpunt een belangrijk aandeel in de overwinning (3-0). Op 12 mei 2019 volgde zijn debuut in de Primera División. In een wedstrijd tegen Getafe CF viel Ruiz in voor Philippe Coutinho.
In januari 2020 sloot SC Braga een huurdeal met FC Barcelona over Abel Ruiz. Deze bedong een aankoopoptie voor 8 miljoen euro én een terugkoopoptie voor Barcelona.. Op 20 februari maakte hij zijn debuut in de Europa League wedstrijd tegen Rangers FC. Hij stond onmiddellijk in de basis en scoorde tevens zijn eerste doelpunt. Half maart werd omwille van de Coronapandemie alle voetbal stilgelegd. Desondanks lichtte Braga de aankoopoptie. Zijn contract bij de Noord-Portugezen loopt tot halverwege 2025. In het seizoen 2020/21 won hij samen met zijn ploegmaats de voetbalbeker. In dit toernooi was hij met zeven doelpunten eveneens topschutter.
In de zomer van 2024 verkaste Ruiz naar Girona FC.

### Interlandcarrière
Ruiz won in mei 2017 met Spanje –17 het EK in Kroatië door in finale te winnen van Engeland –17. De aanvaller scoorde viermaal op dit toernooi. Ruiz was in oktober met Spanje –17 verliezend finalist op het WK –17 in India. In de finale werd ditmaal verloren van Engeland. Hij ontving de Bronzen Schoen voor zijn derde plaats op de topscorerslijst met zes doelpunten. Ruiz won met Spanje –19 het EK –19 van 2019. Hij miste de eerste groepswedstrijd vanwege een blessure, maar speelde alle andere wedstrijden van begin tot eind, als aanvoerder.
Ruiz speelde ook reeds twee wedstrijden voor het Spaans elftal. Vermits het reguliere elftal kampte met een covid uitbraak werd het U21 team opgeroepen. Zo debuteerde hij in een vriendschappelijke match tegen Litouwen.

## Clubstatistieken
| Seizoen     | Club         | Competitie       | Competitie | Competitie | Beker | Beker | Internationaal | Internationaal | Totaal | Totaal |
| Seizoen     | Club         | Competitie       | Wed.       | Dlp.       | Wed.  | Dlp.  | Wed.           | Dlp.           | Wed.   | Dlp.   |
| ----------- | ------------ | ---------------- | ---------- | ---------- | ----- | ----- | -------------- | -------------- | ------ | ------ |
| 2018/19     | FC Barcelona | Primera División | 1          | 0          | 0     | 0     | 0              | 0              | 1      | 0      |
| Club totaal | Club totaal  | Club totaal      | 1          | 0          | 0     | 0     | 0              | 0              | 1      | 0      |
| 2019/20     | → SC Braga   | Primeira Liga    | 6          | 1          | 0     | 0     | 2              | 1              | 8      | 2      |
| 2020/21     | SC Braga     | Primeira Liga    | 25         | 3          | 10    | 8     | 4              | 0              | 39     | 11     |
| 2021/22     | SC Braga     | Primeira Liga    | 28         | 2          | 5     | 0     | 10             | 3              | 43     | 5      |
| 2022/23     | SC Braga     | Primeira Liga    | 34         | 8          | 9     | 3     | 8              | 1              | 51     | 12     |
| Club totaal | Club totaal  | Club totaal      | 93         | 14         | 24    | 11    | 24             | 5              | 141    | 30     |

Bijgewerkt t/m 2 juli 2023

## Erelijst
| Competitie             | Aantal       | Jaren        |              |              |
| FC Barcelona           | FC Barcelona | FC Barcelona | FC Barcelona | FC Barcelona |
| ---------------------- | ------------ | ------------ | ------------ | ------------ |
| Spaans kampioen        | 1x           | 2018/19      |              |              |
| SC Braga               |              |              |              |              |
| Portugese voetbalbeker | 1x           | 2020/21      |              |              |